# Öxarárfoss

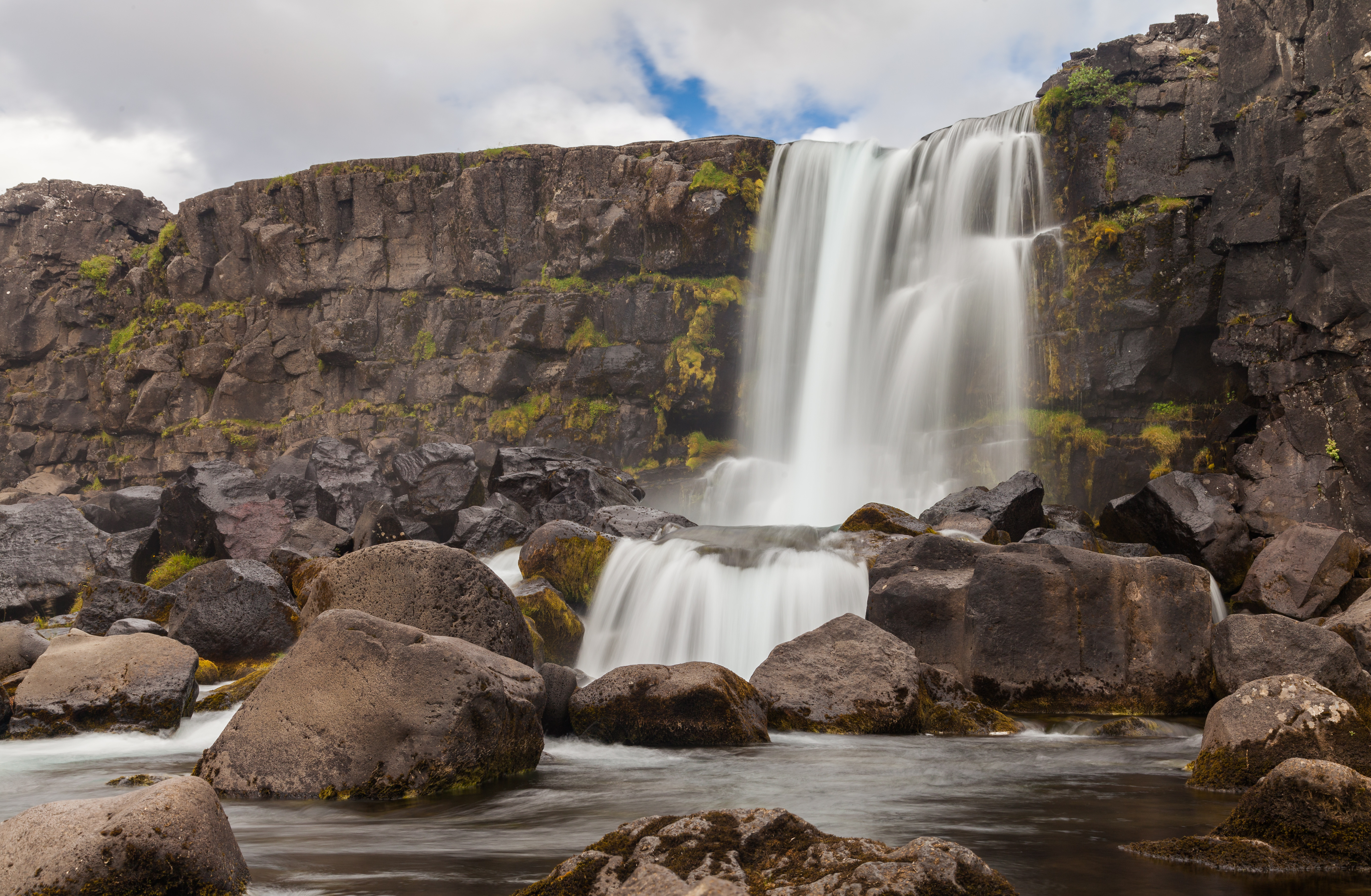

Öxarárfoss – 22-metrowej wysokości wodospad na Islandii, w północnej części Parku Narodowego Þingvellir, na rzece Öxará.
Z wodospadem wiąże się legenda: w noc sylwestrową ma z niego płynąć wino (zwiastujące dobrobyt) lub krew (wróżąca wojnę).